# Sextuor à cordes de Dvořák
Pour les articles homonymes, voir Sextuor à cordes (homonymie).
Le Sextuor à cordes en la majeur, B. 80 (op. 48) est une œuvre composée par Antonín Dvořák en 1878 pour deux violons, deux altos et deux violoncelles.
Il s'agit d'une œuvre de relative jeunesse, antérieure de quelques années à ses grands quatuors, inspirée des deux sextuors de Johannes Brahms — datant respectivement de 1860 et de 1864 — que le musicien avait eu l'occasion d'entendre.
Sa composition n'a nécessité que quinze jours, entre le 14 et le 27 mai 1878.
La première eut lieu à Berlin le 9 novembre 1879 par les membres du quatuor Joachim.

## Structure
L'œuvre se compose de quatre mouvements et son exécution dure environ une demi-heure.
1. Allegro moderato
2. Dumka (élégie) : poco allegretto
3. Furiant : presto
4. Finale : tema con variazioni, allegretto grazioso quasi andantino

Le premier mouvement est de forme sonate, le premier thème étant exposé par le premier violon. Le thème secondaire est amené par le violoncelle. Le deuxième mouvement est une dumka en ré mineur, puis en fa dièse mineur à 4/8, puis en fa dièse majeur à 3/8.
Le troisième mouvement est en la majeur. Dans le quatrième mouvement, c'est l'alto qui introduit le thème en la majeur, qui sera repris dans les six variations qui suivent.